# Bruder Klaus (Zumikon)

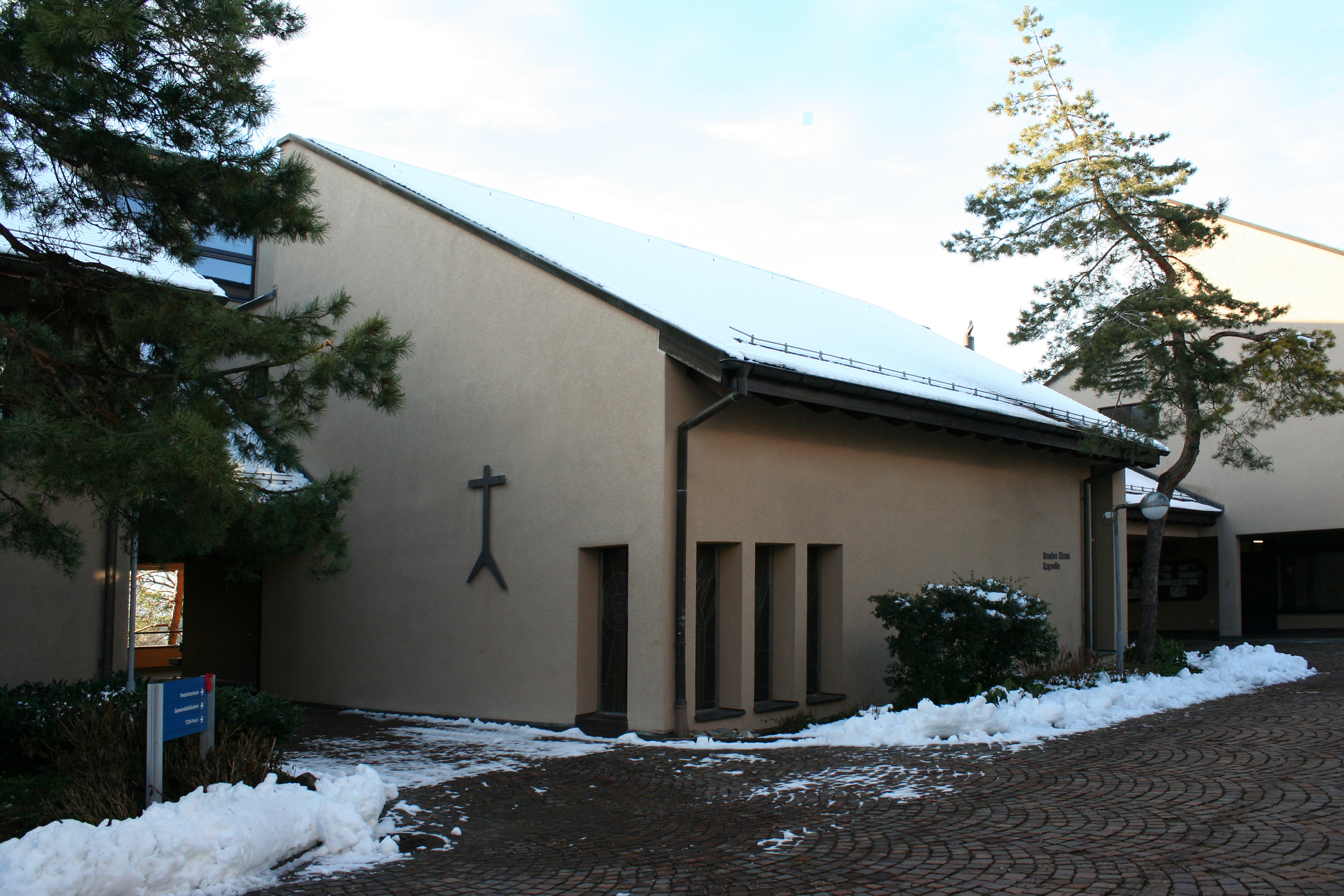
Bruder-Klaus-Kapelle

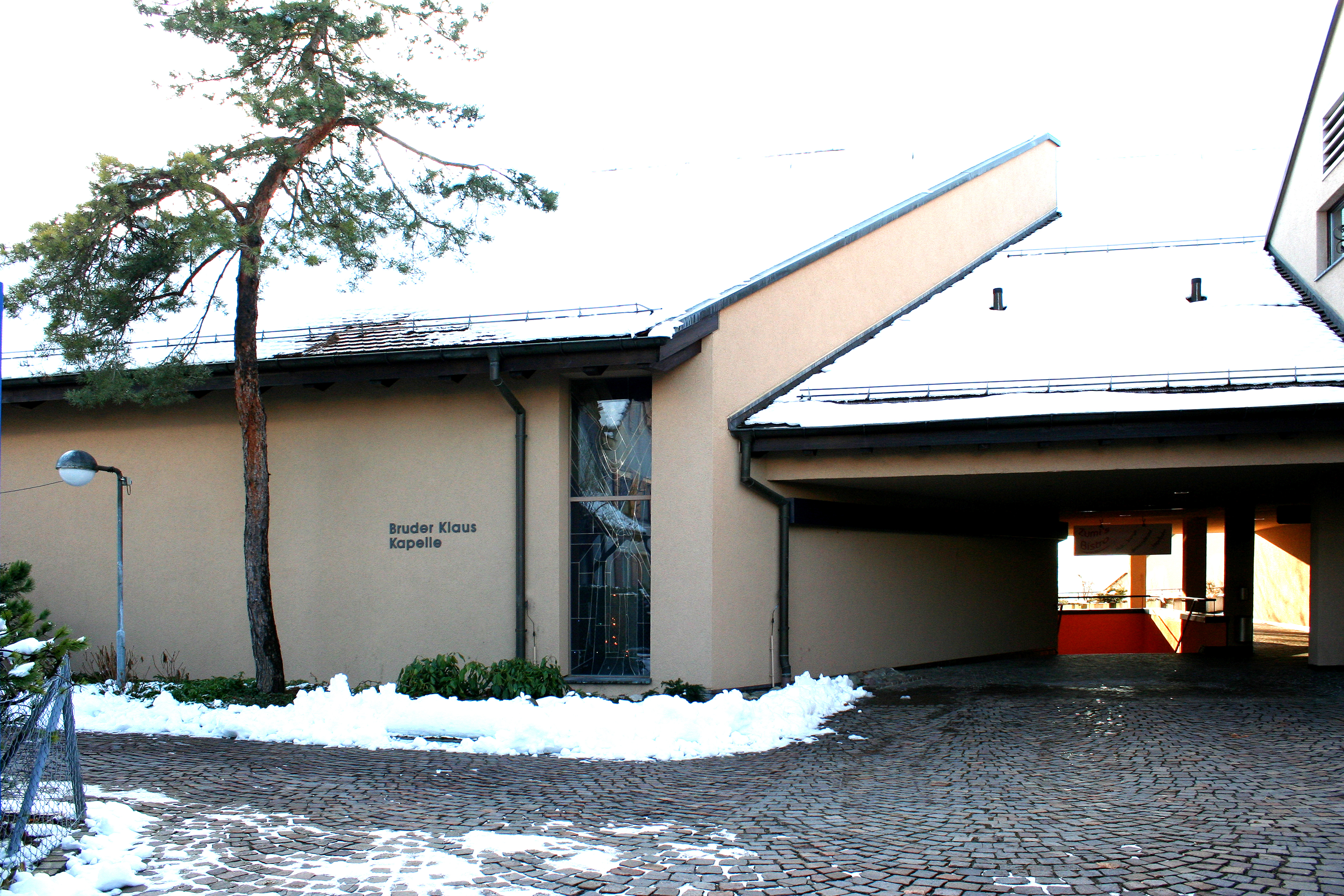
Aussenansicht

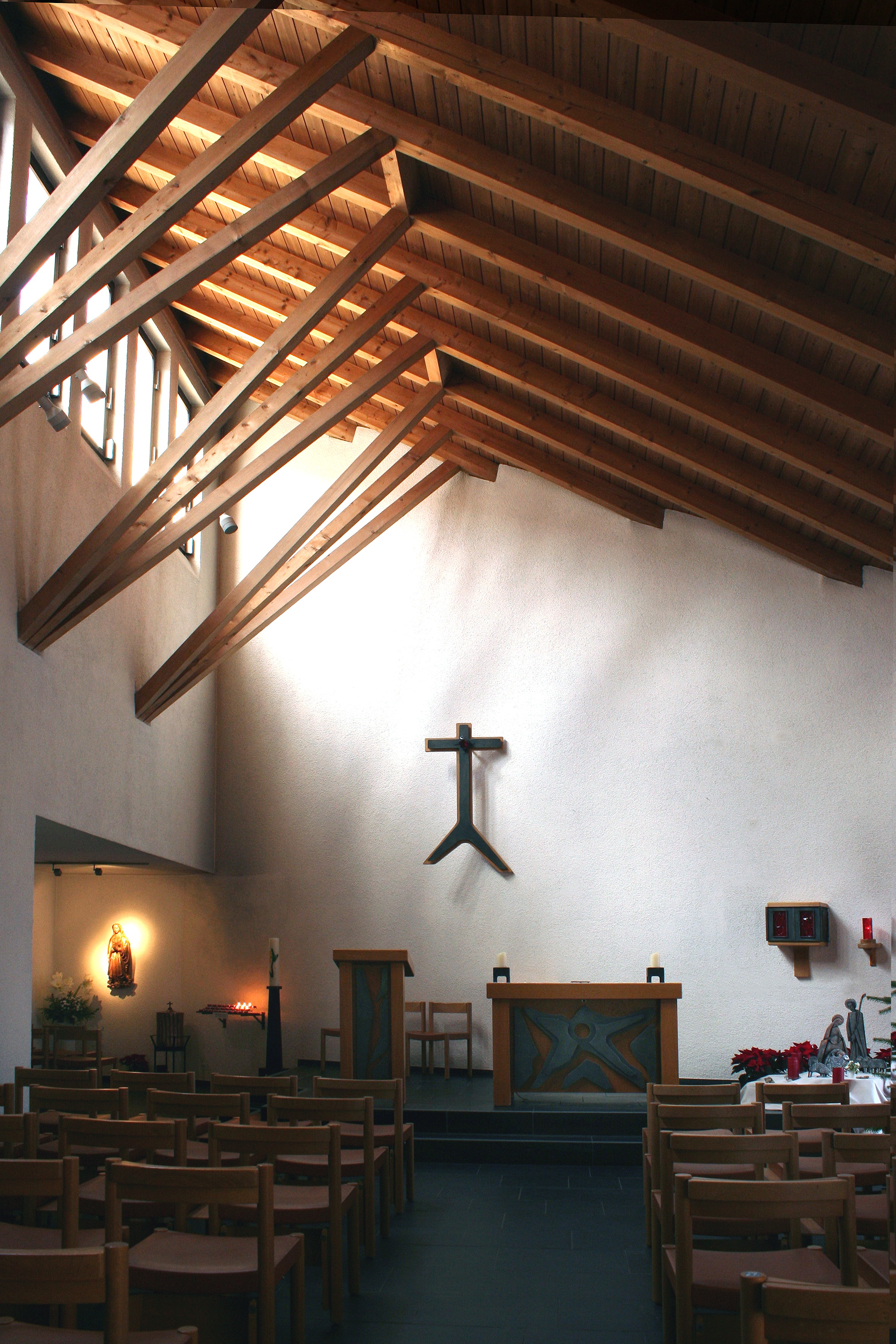
Innenansicht

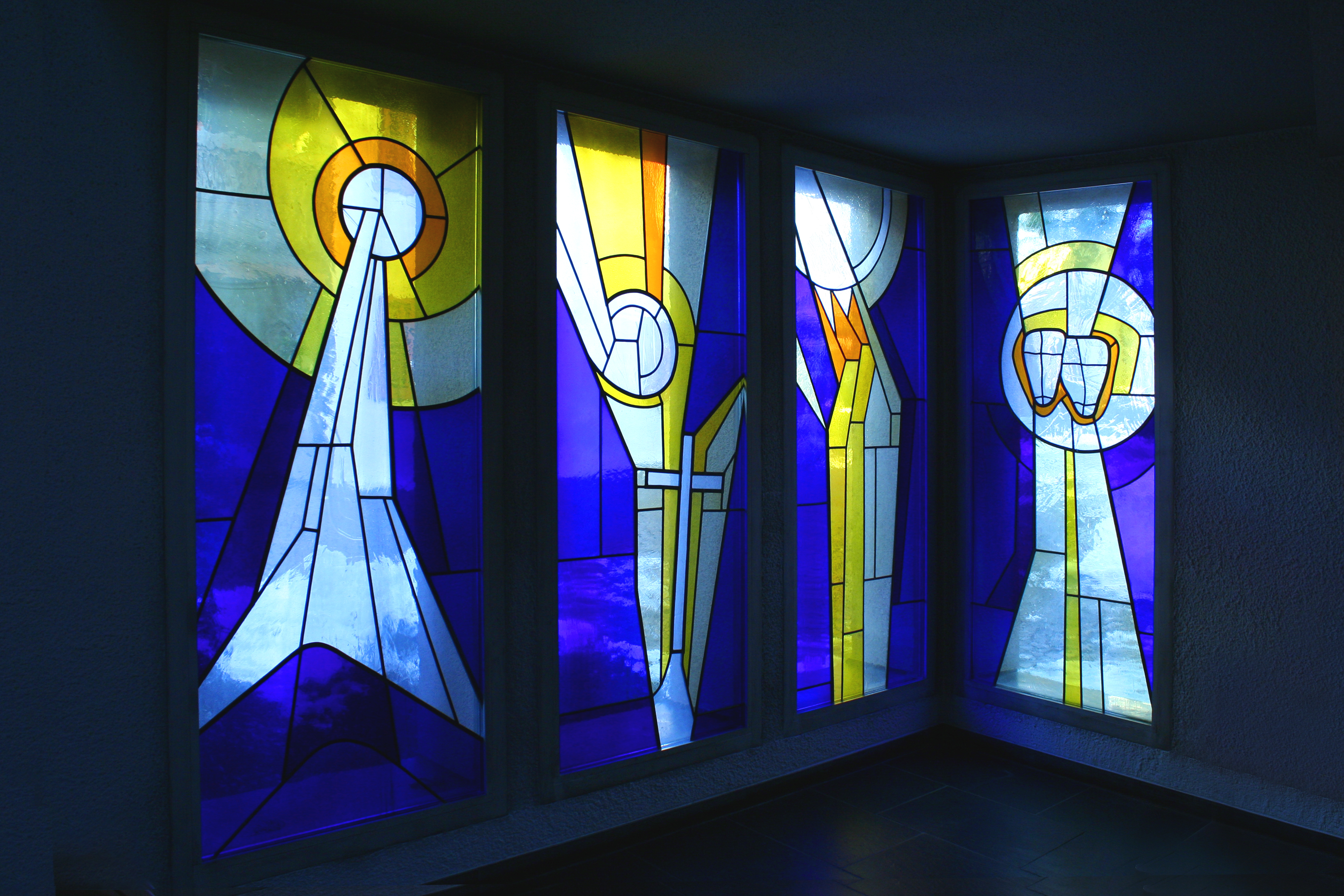
Glasfenster von Jean Bünter

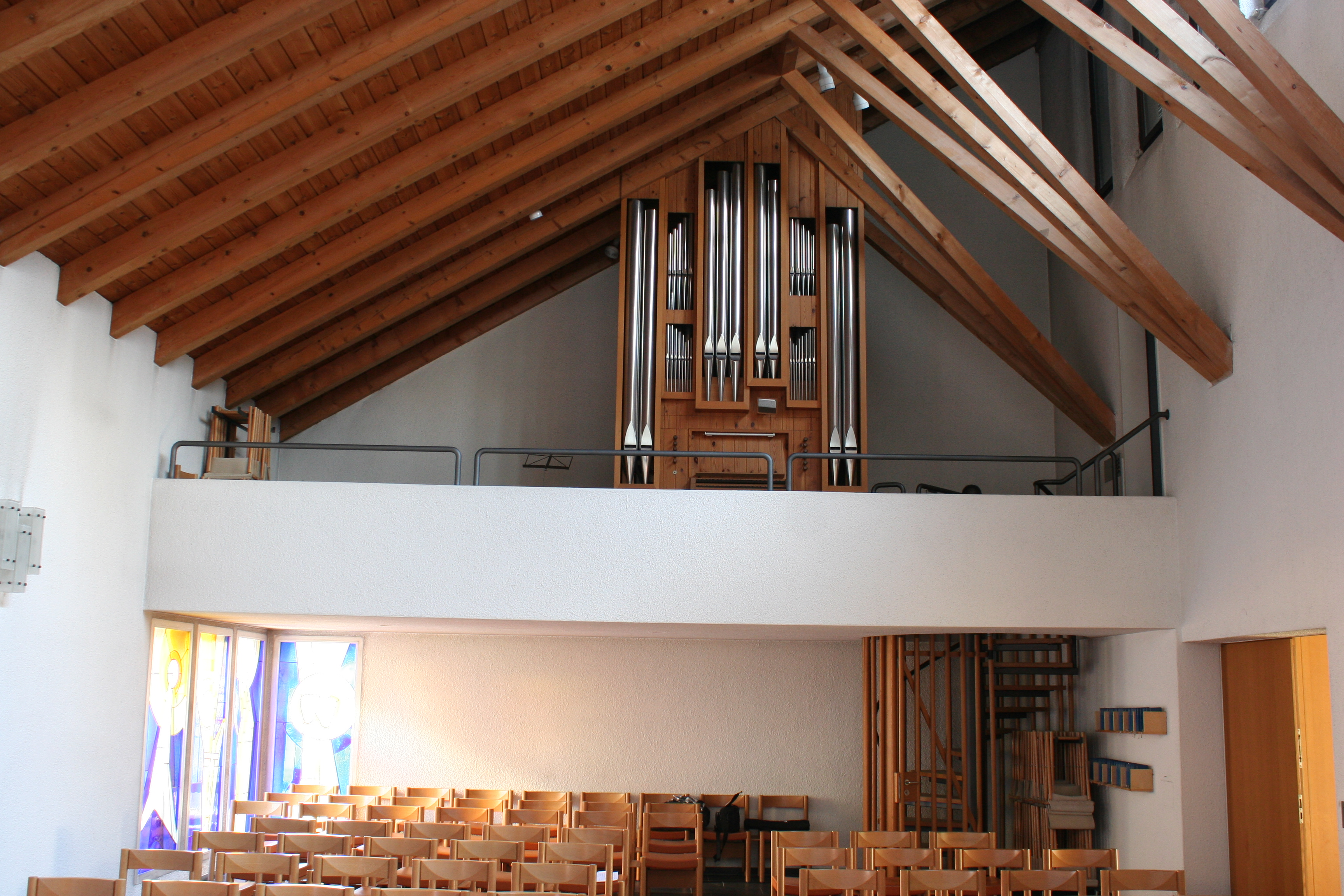
Blick zur Orgelempore

Die römisch-katholische Bruder-Klaus-Kapelle in der Gemeinde Zumikon ist ein Gesamtkunstwerk des Künstlers Jean Bünter. Sie gehört zur Pfarrei St. Michael Zollikerberg-Zumikon, welche zusammen mit der Pfarrei Hl. Dreifaltigkeit Zollikon der katholischen Kirchgemeinde Zollikon-Zumikon angehört. Seit 2013 bilden die beiden Pfarreien St. Michael Zollikerberg-Zumikon und Hl. Dreifaltigkeit Zollikon den Seelsorgeraum Zollikon, Zollikerberg-Zumikon.

## Entstehungs- und Baugeschichte
Die Geschichte der katholischen Gemeinde in Zumikon ist bis in die 1980er Jahre eng mit derjenigen der benachbarten Pfarrei St. Michael Zollikerberg verbunden, zu der die Bruder-Klaus-Kapelle heute noch gehört. Das Legat einer 1974 verstorbenen Katholikin aus Zumikon überliess der katholischen Pfarrei Zollikerberg in Zumikon ein Kaufrecht an einer unüberbauten Parzelle von 2'330 m² zu einem Vorzugspreis. Da sich das Land selber nicht für den Bau einer Kirche eignete, wurde es an einen Generalunternehmer verkauft und der Erlös wurde für die Finanzierung der Bruder-Klaus-Kapelle und der weiteren Räumlichkeiten verwendet. An der Kirchgemeindeversammlung vom 28. Juni 1976 beschloss die katholische Kirchgemeinde Zollikon-Zollikerberg-Zumikon, sich am Gemeinschaftszentrum Zumikon mit einem Andachtsraum, mit der dazugehörigen Sakristei und einem Unterrichtszimmer zu beteiligen. Am Samstag, 30. Oktober 1982 wurde die Bruder-Klaus-Kapelle durch den Bischof von Chur, Johannes Vonderach in einem feierlichen Gottesdienst eingeweiht.
Mit 4'260 Mitgliedern (Stand 2021) ist die Kirchgemeinde Zollikon-Zumikon eine der mittelgrossen katholischen Kirchgemeinden des Kantons Zürich.

## Baubeschreibung

### Paradigmenwechsel im Kirchenbau
Im Kanton Zürich wurden in gut 150 Jahren über hundert katholische Kirchen gebaut. Diese rege Bautätigkeit war nötig, da Zürich traditionell reformiert ist und die Katholiken als Zugewanderte ihre Kirchen neu erbauen mussten. Anhand der drei Kirchen der Kirchgemeinde Zollikon-Zollikerberg-Zumikon lässt sich ein Paradigmenwechsel im katholischen Kirchenbau innerhalb von 30 Jahren ablesen, der auch anhand anderer Kirchen, die in dieser Zeitspanne im Kanton Zürich errichtet wurden, belegt werden kann. Vor dem Hintergrund der Diaspora-Situation und des Kulturkampfs errichteten die Katholiken im Kanton Zürich ab den 1890er-Jahren monumentale Kirchen, sobald dies aus finanziellen Gründen möglich war. Dieses erstarkte Selbstbewusstsein der Katholiken im Kanton Zürich lassen sich durch Kirchbauen wie der Liebfrauenkirche Zürich (erbaut 1892–1894), der Kirche Guthirt Zürich-Wipkingen (erbaut 1922–1923) oder auch der Kirche St. Michael Zollikerberg (erbaut 1964–1966) belegen.
Ab den 1960er Jahren gerieten die Kirchen jedoch zunehmend unter Druck. So entstand der Gedanke, bei Neubauten gestalterische Zurückhaltung zu üben. Neu errichtete Kirchenbauten ab den 1970er Jahren belegen dies, so z. B. die Kirche St. Michael in Dietlikon (erbaut 1969–1970) und die Kirche Heilig Geist in Zürich-Höngg (erbaut 1972–1973), die beide trotz ihrer Grösse auffällig zurückhaltend gestaltet wurden und auf einen monumentalen Kirchturm verzichten. In diese Phase des Kirchbaus im Kanton Zürich gehört auch die Bruder-Klaus-Kapelle in Zumikon (erbaut 1982).
Eine erneute Veränderung im gestalterischen Konzept lässt sich jedoch beim Neubau der Dreifaltigkeitskirche Zollikon ablesen. Dieser Kirchenneubau weist ähnlich wie die zeitgleich erbaute Auferstehungskirche St. Maria Magdalena in Rafz (erbaut 1993–1994) oder die Kirche St. Katharina von Siena in Fällanden (erbaut 1990–1992) aus den 1990er Jahren wieder Glockentürme auf und setzen mit ihrem Erscheinungsbild im jeweiligen Ortsteil einen erneuten gestalterischen Akzent. Josef Mächler legitimiert das selbstbewusste äussere Erscheinungsbild der Dreifaltigkeitskirche Zollikon mit einem Verweis auf die Pastoralplanungskommission der Schweizer Bischofskonferenz, die bereits in den 1970er Jahren zu einem Umdenken in Bezug auf kirchliche Bauten geraten hat:

„Entgegen der damals in der Luft liegenden Tendenz, auf Eigenbauten gar zu verzichten, wird festgehalten: ‚Die Christengemeinde gehört nicht zu den wirtschaftlich schwachen Gruppen, ist zahlenmässig so gross, dass sich Eigenbauten … aufdrängen, hält ihre Tätigkeiten für so bedeutsam, dass sie sich in der Öffentlichkeit durch eigene Bauten kundtun sollen und will das Identitätsgefühl ihrer Mitglieder durch ihre Eigenbauten stärken.‘“

### Äusseres
Diesem Paradigmenwechsel entsprechend, besitzt die Bruder-Klaus-Kapelle ein zurückhaltendes Äusseres. Sie wurde als Teil des in den 1980er-Jahren neu gestalteten Ortszentrums Zumikon erbaut und befindet sich in unmittelbarer Nachbarschaft der reformierten Kirche und der Station der Forchbahn. Die Kapelle besteht aus einem unscheinbaren einstöckigen Gebäude, das mit einem Satteldach abgeschlossen ist. Sie ist Teil eines grösseren Bauensembles und besitzt weder Kirchturm noch Dachreiter. Nur ein Kreuz und eine dezente Beschriftung verweisen auf die kirchliche Bestimmung dieses Gebäudeteils. Ihre Lage mitten im Dorfkern und in unmittelbarer Nachbarschaft zur reformierten Kirche von Zumikon verdeutlicht dagegen, dass die katholische Kirche neben den reformierten in den 1980er-Jahren als gleichwertige Institution akzeptiert wurde.

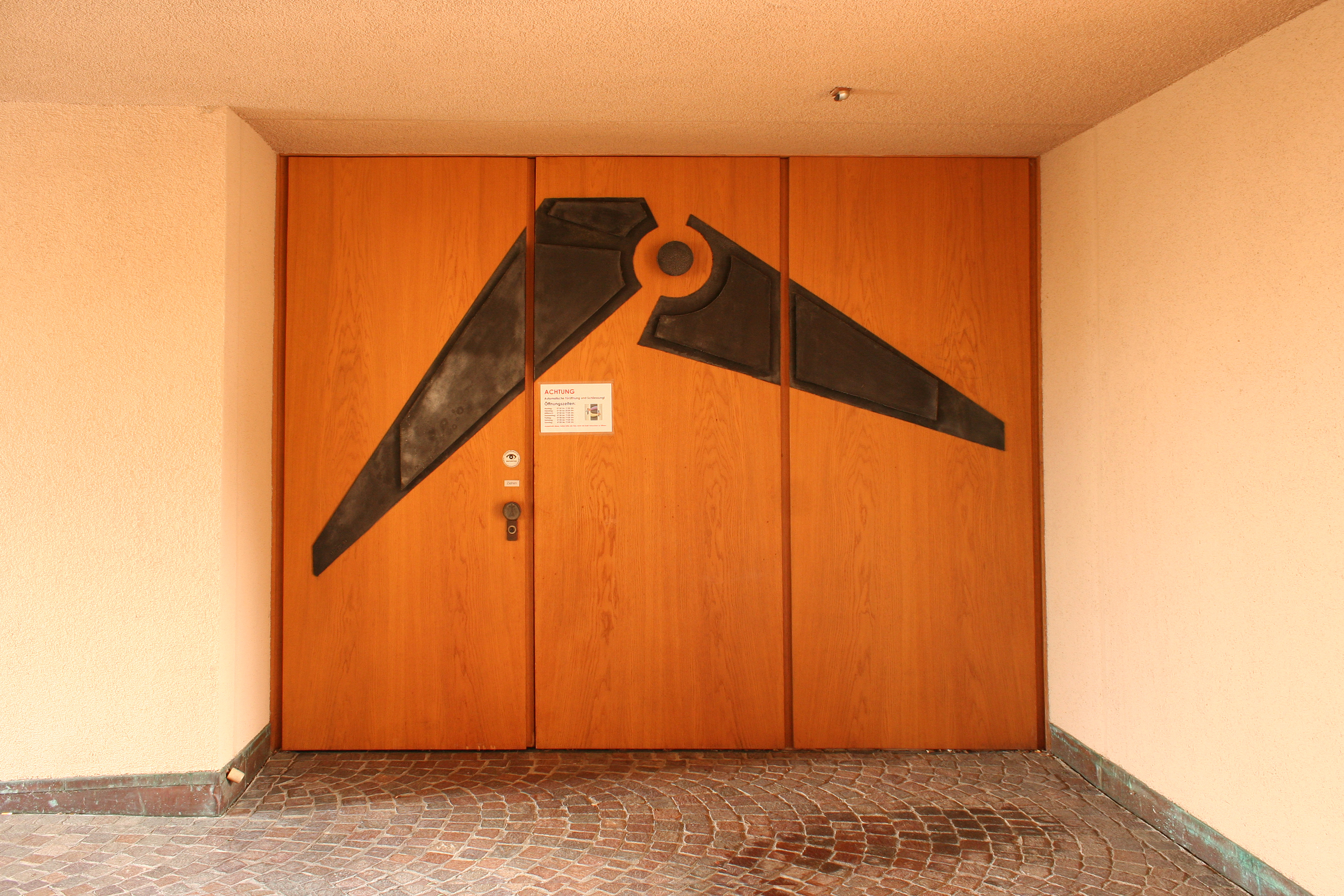
Eingangsportal von Jean Bünter
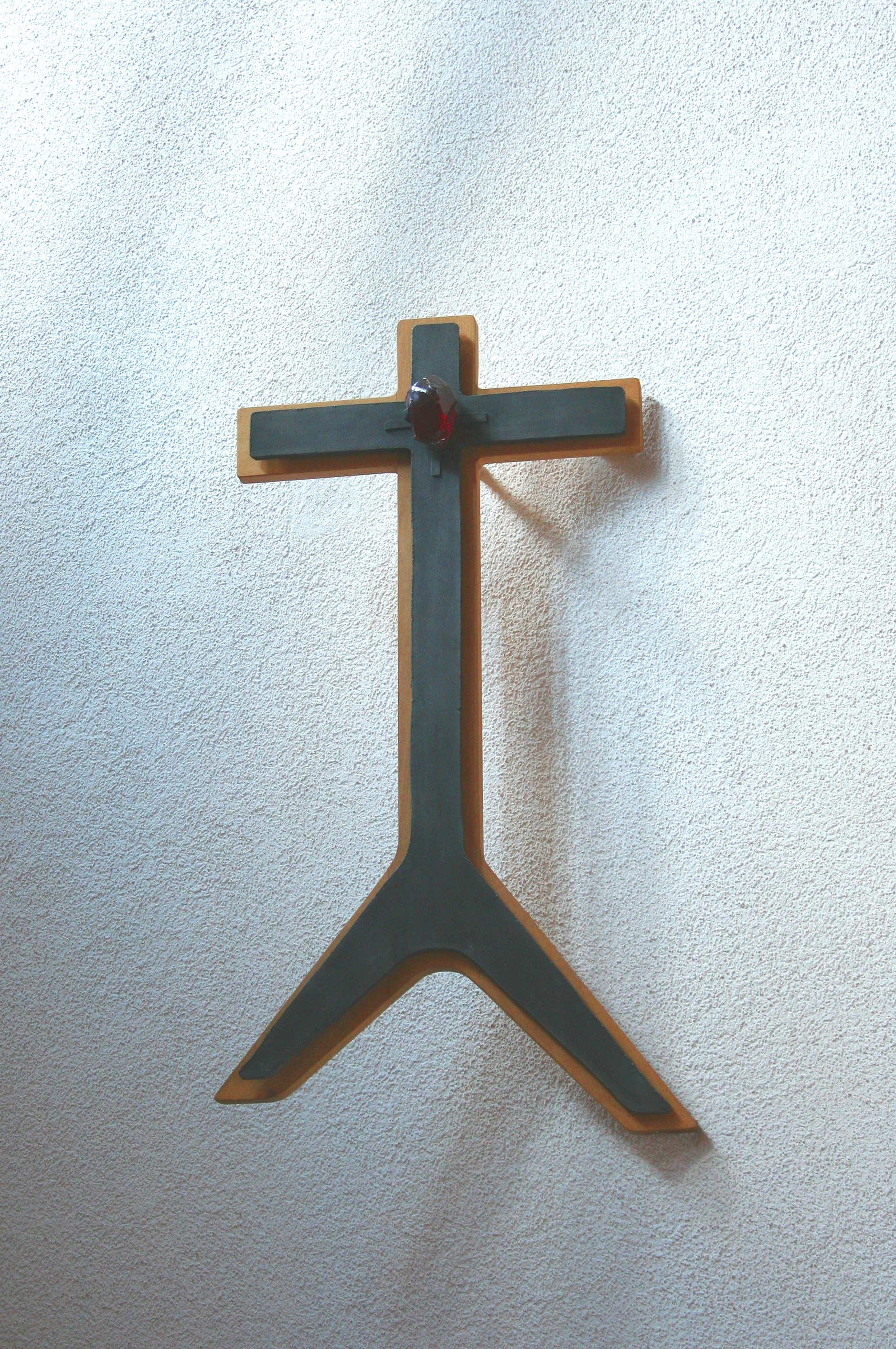
Kreuz an der Chorwand
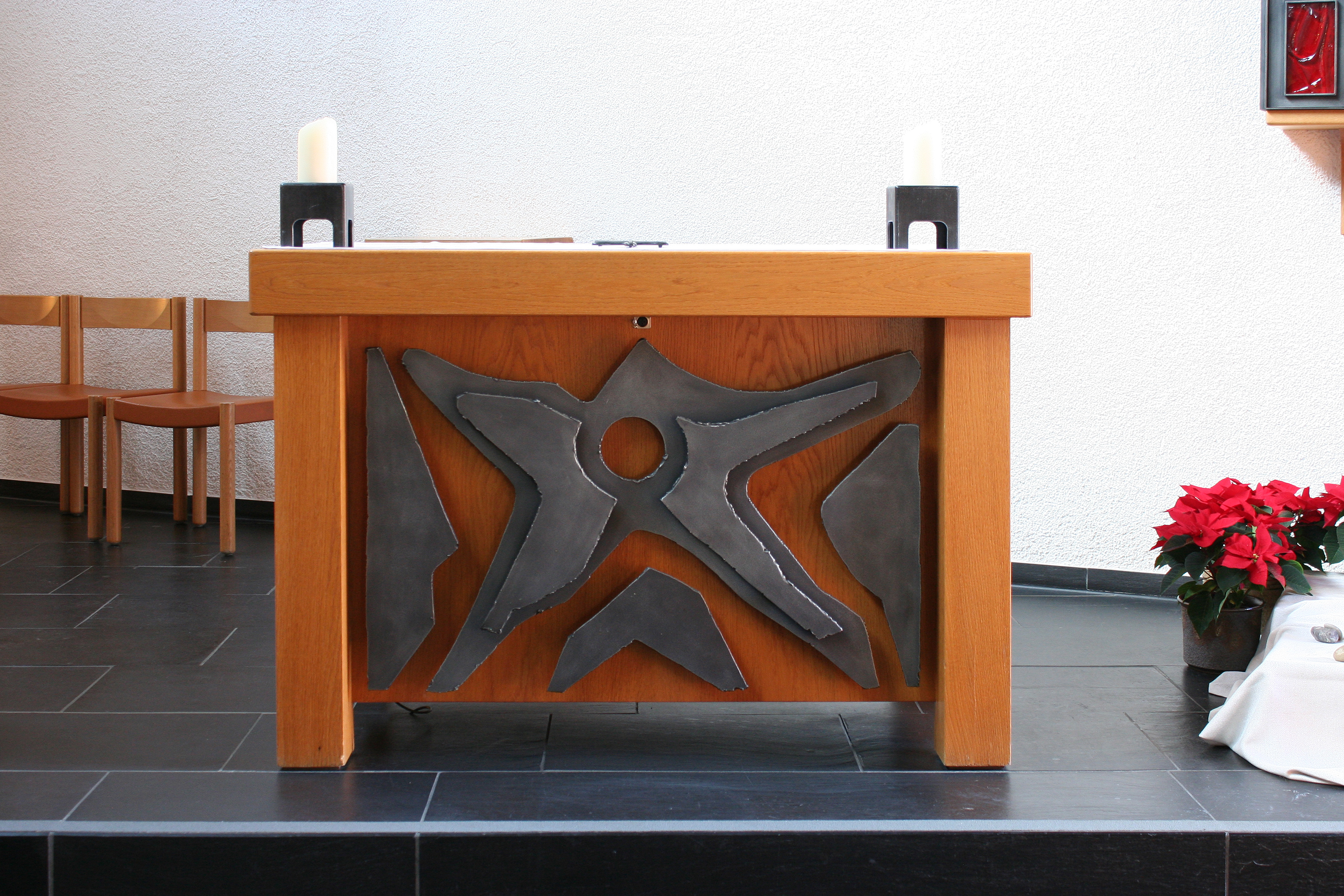
Altar von Jean Bünter
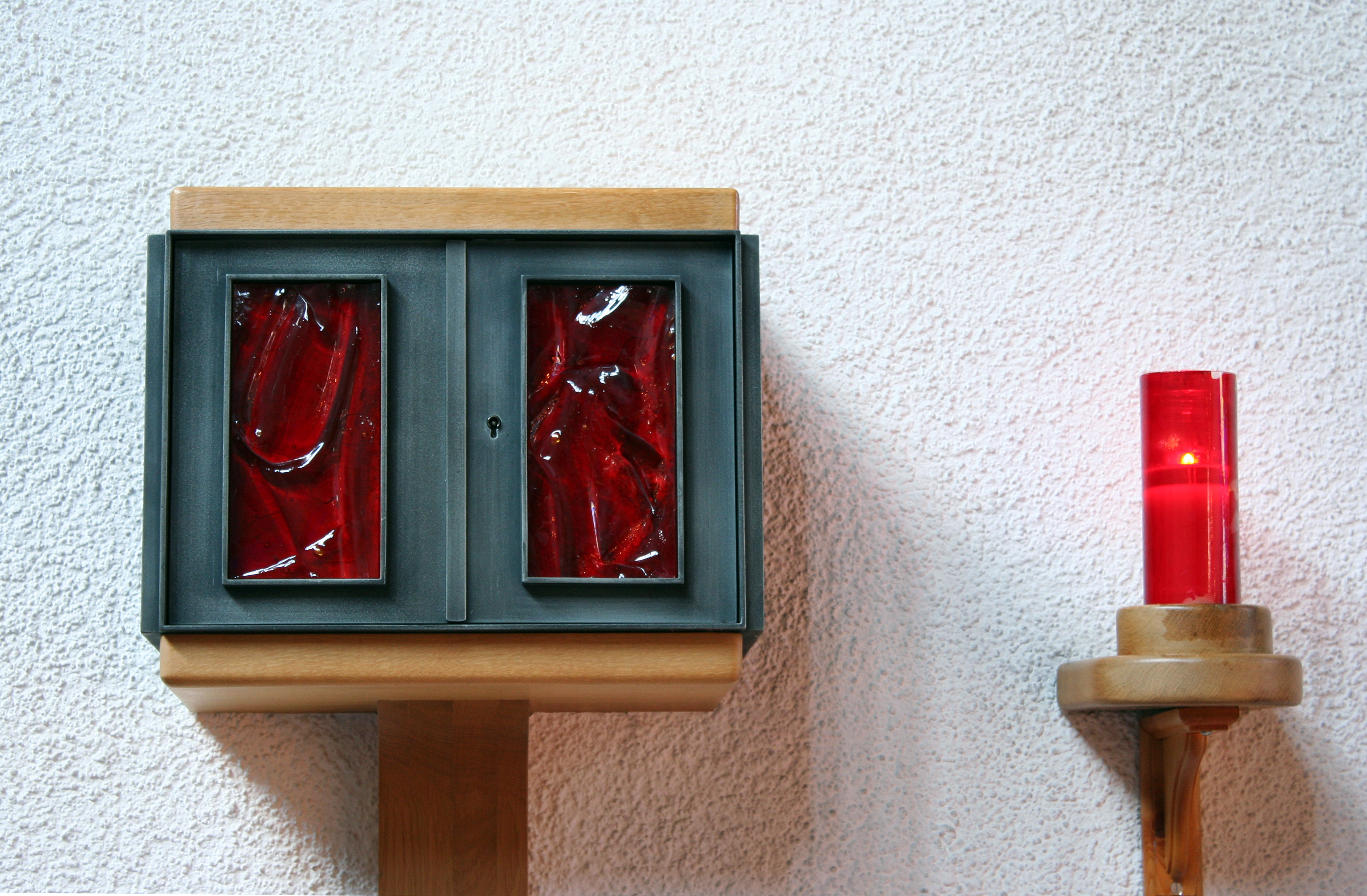
Tabernakel und Ewiges Licht

### Innenraum und künstlerische Ausstattung

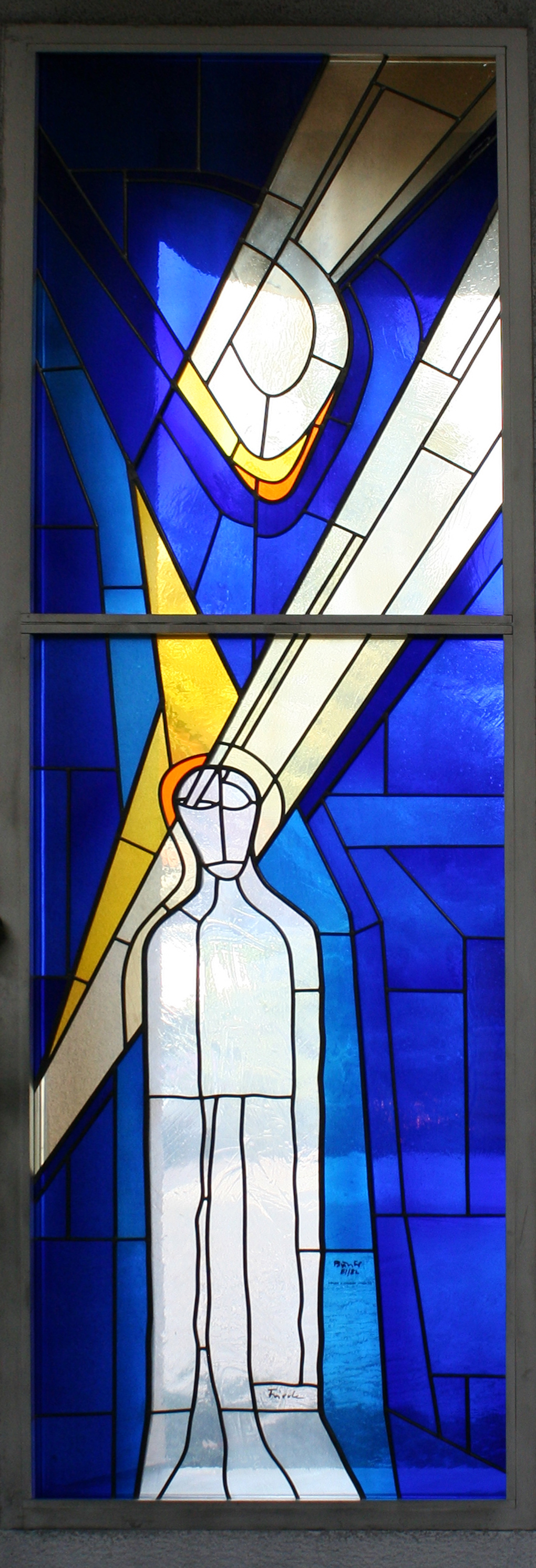
Das Chorfenster zeigt den Kirchenpatron Bruder Klaus

Durch das Eingangsportal gelangt der Besucher in einen Vorraum, von dem aus auch weitere Räume des Bauensembles zu erreichen sind. Auffällig am Innern der Kapelle ist, dass nur die eine Seite des Satteldachs sichtbar ist, sodass der Kirchenraum ein Pultdach zu besitzen scheint. Durch diese Raumgestaltung erhält die Kapelle eine gewisse Höhe, die Holzverkleidung des Daches verleiht dem Raum einen warmen, bergenden Charakter. Helles Tageslicht dringt durch die Fensterreihe, die im oberen Teil der linken Wand eingelassenen ist. In die Wand verankerte Stützen des Kirchendachs deuten einen nicht vorhandenen Giebelabschluss der Kapelle an. Die Orgelempore im hinteren Teil der Kapelle bietet Platz für eine Orgel und bei Bedarf für einen Chor. Die Holzstühle stehen in Reihen auf dem dunklen Steinboden und richten die Gläubigen auf das Geschehen im Altarbereich aus. Die gesamte Gestaltung der Kapelle wurde vom damals in Zumikon wohnhaften Künstler Jean Bünter ausgeführt. Der Altar und der Ambo bestehen wie die Stühle in der Kirche aus Holz und stellen so eine Verbindung der Gottesdienstbesucher zum Geschehen im Altarbereich her. Die reliefartigen Gestaltungen von Tabernakel und Altar bestehen aus gegossenen und patinierten Aluminiumplatten. Die Frontseite des Altars zeigt „das Ausstrahlen der Eucharistie“ in alle Himmelsrichtungen, was durch eine Hostie in der Mitte und vier grosse Strahlen dargestellt wird. Hinter dem Altar an der Wand ist ein schlichtes Kreuz angebracht, das die christliche Dimension der Kapelle unterstreicht. Dem Holzkreuz ist ein Metallkreuz vorgelagert, in dessen Mitte sich ein roter Glaskristall befindet. Dieses Rot wird von den Tabernakeltüren aufgenommen und verweist auf die Verbindung von Kreuzestod Christi und dem geweihten Brot der Eucharistie, das im Tabernakel aufbewahrt wird.
Ein wesentliches Gestaltungsmerkmal der Kapelle sind die Buntglasfenster auf der rechten Seite des Altarraums sowie im hinteren Teil der Kapelle unter der Orgelempore. Die vier hinteren Glasfenster thematisieren das Apostolische Glaubensbekenntnis. Im ersten der vier Glasfenster unter der Orgelempore "flutet Gottes Allmacht in die Dunkelheit der Welt." Die dunklen Farbtöne im Fenster symbolisieren das irdische Dasein. Das Gelb bricht als unendliche Fülle in dieses menschliche Dasein hinein. Der innerste Kreis des Göttlichen ist dreigeteilt und verweist auf die Dreifaltigkeit. Das zweite Fenster trägt den Titel Mensch und Kreuz und verweist auf Jesus Christus. Gut sichtbar ist das Kreuz Christi. Das dritte Fenster thematisiert die Auferstehung. Umgeben vom Blau, der Farbe der Treue, steht Jesus als Auferstandener, der in die Herrlichkeit des Himmels erhoben ist. Drei gelbe Zacken deuten die Krönung des Auferstandenen an. Das vierte Fenster thematisiert die Wiederkunft Christi. Im Glasfenster werden zwei Menschen dargestellt, die – stellvertretend für alle Menschen – auf das Jüngste Gericht warten. Das rechte Gesicht ist etwas tiefer als das linke dargestellt. Dies erinnert den Betrachter daran, dass die rechte Gesinnung am Jüngsten Tage die bescheidene, demütige ist. Beide Gesichter erfahren jedoch die Treue und Gnade Gottes, was im Fenster durch die sich gegen den Himmel öffnenden hellen Flächen dargestellt wird. Das grosse Fenster beim Altar thematisiert den Patron der Kirche, den Hl. Bruder Klaus. Dieser steht im Glasfenster fest auf dem Boden der Wirklichkeit. Gleichzeitig wird er von einem Strahl aus dem Himmel getroffen und in gleissendes Licht gehüllt. Der gelbe Streifen über dem Haupt des Hl. Bruder Klaus symbolisiert den Plan Gottes mit ihm, der kleine orange Strahl deutet das Einverständnis des Heiligen mit Gottes Willen an. Umgeben wird der Hl. Bruder Klaus vom dunklen Blau des Weltalls, das sich in der Nähe des Heiligen jedoch aufzuhellen beginnt.

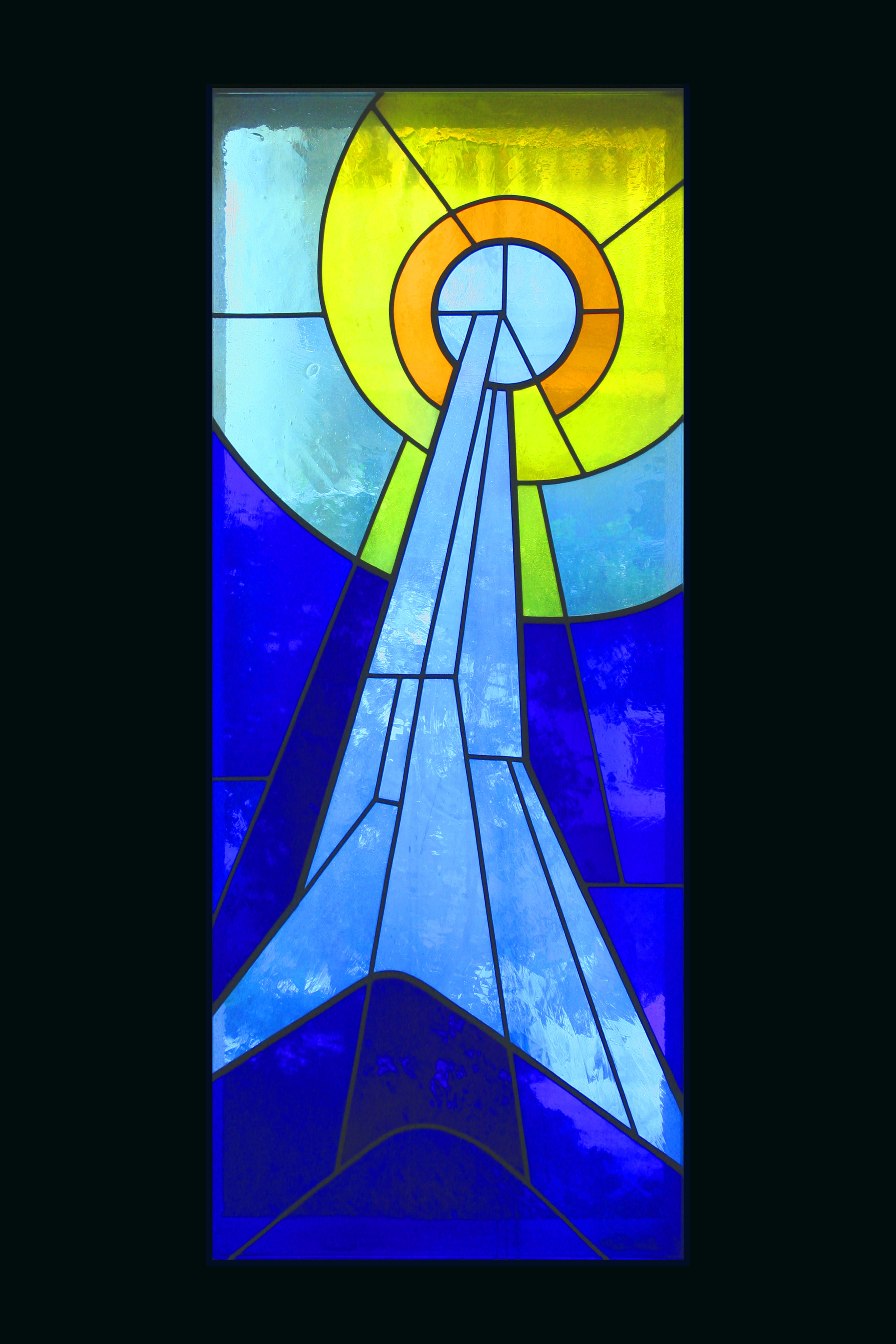
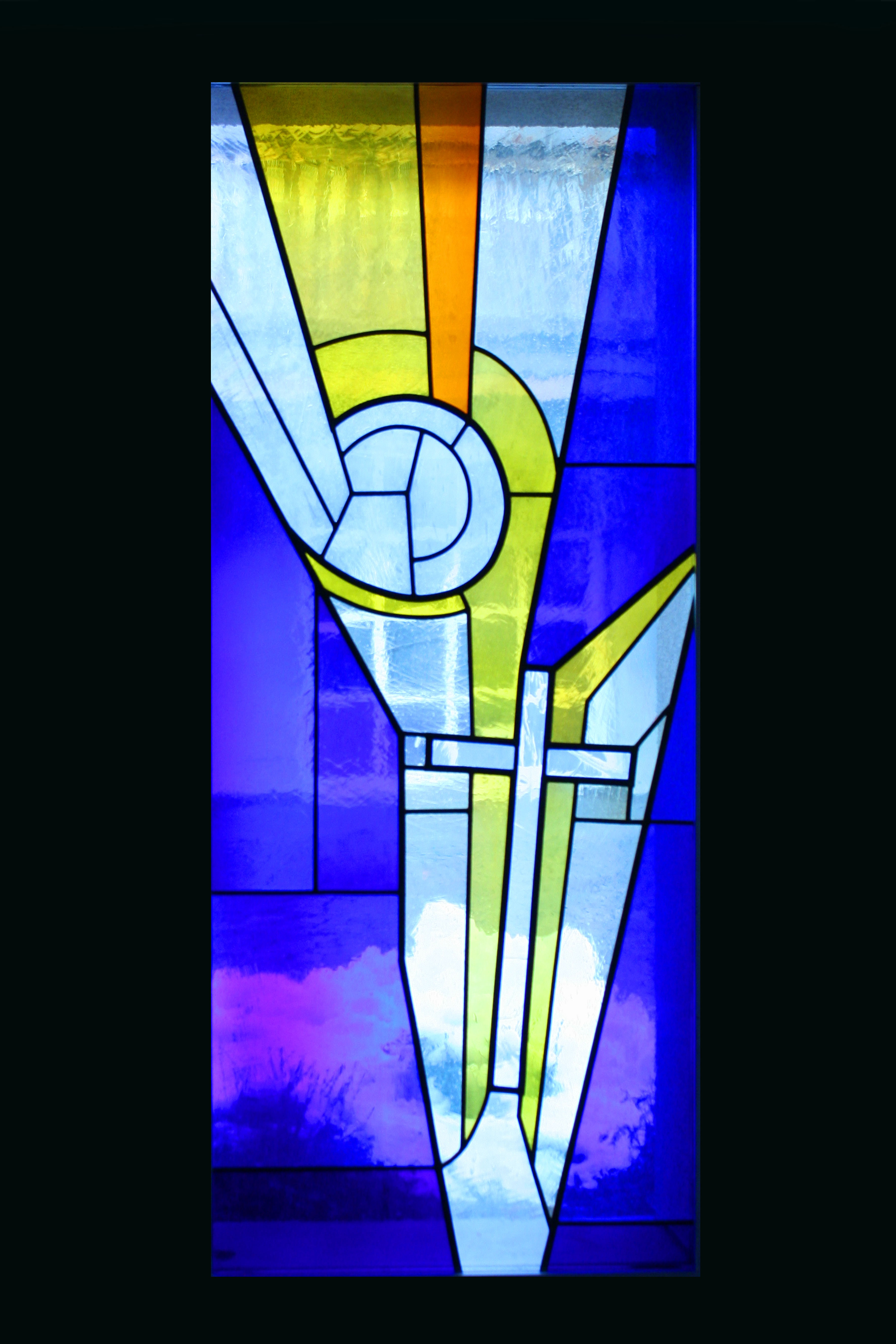
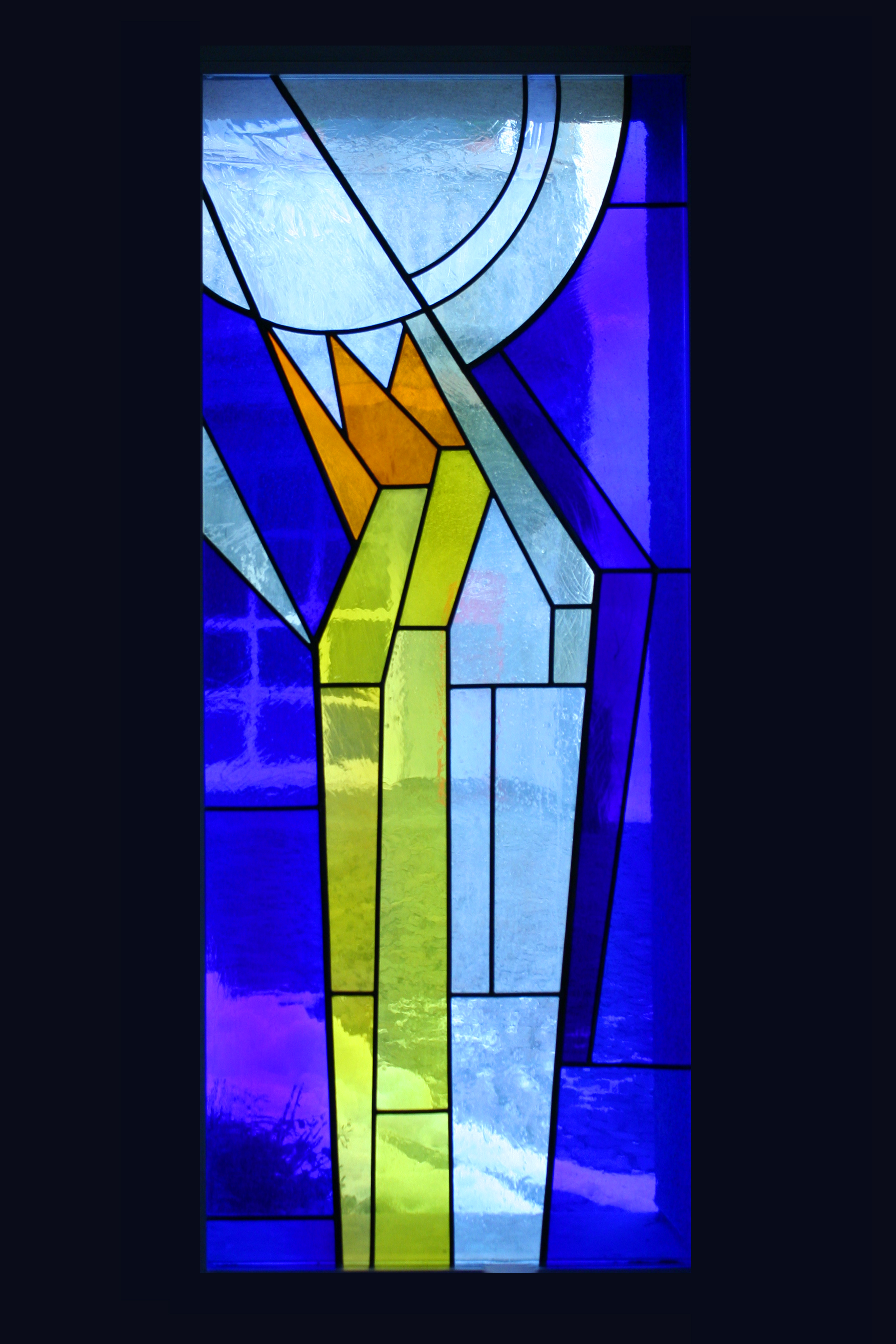
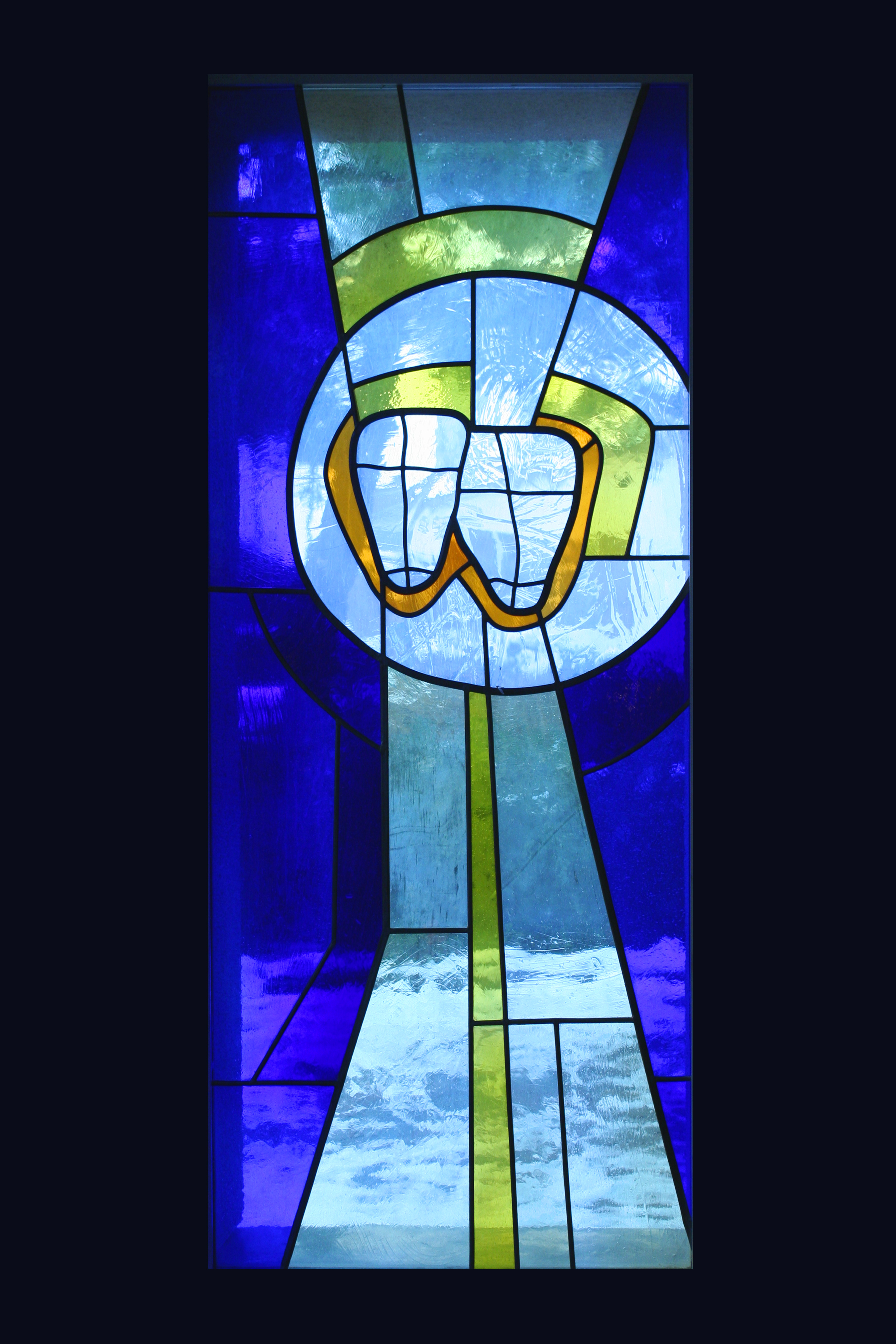

### Orgel

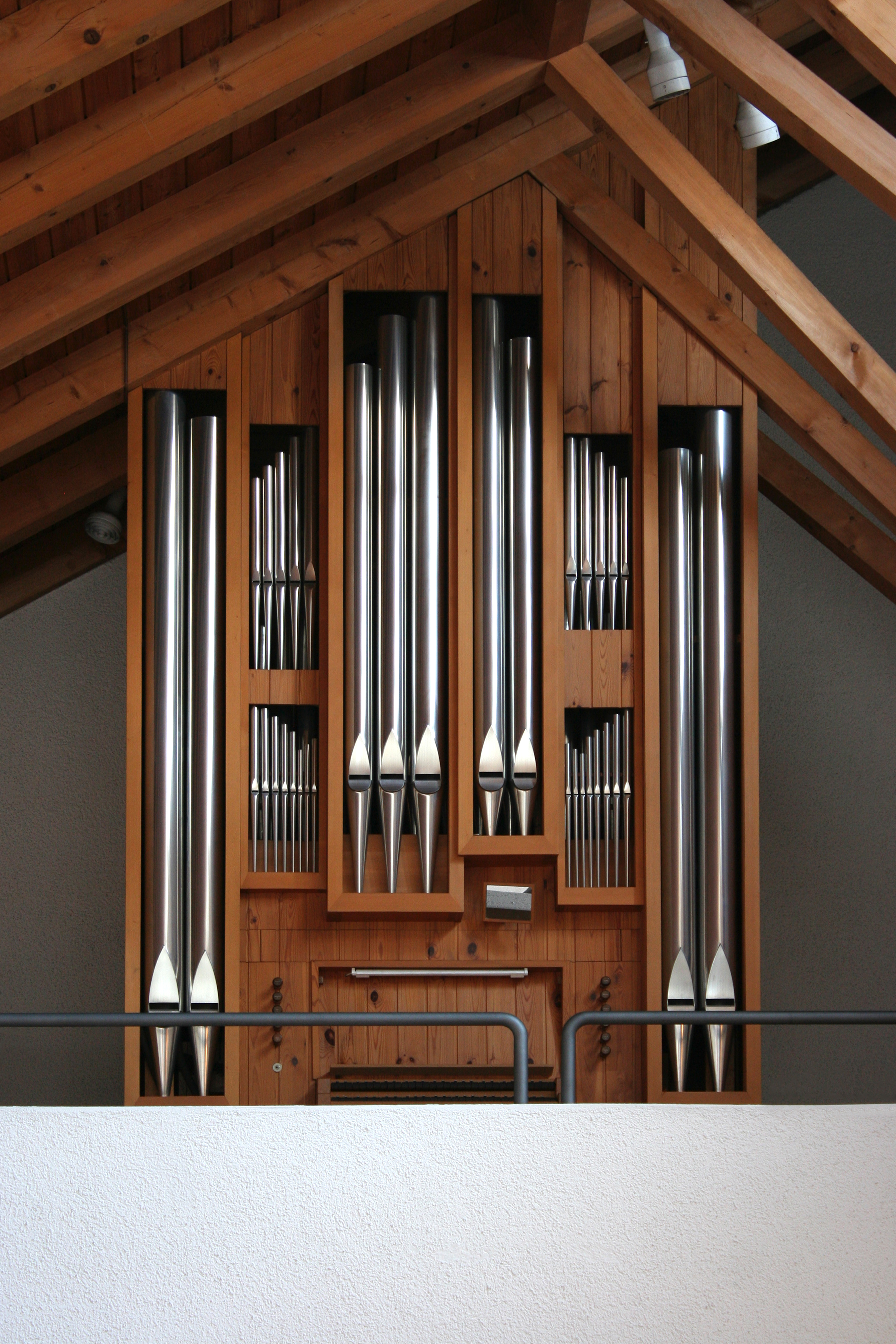
Orgel

Im Jahr 1983 erbaute die Firma Orgelbau Trost, Uetikon, die Orgel der Bruder-Klaus-Kapelle. Die Beratung führte Bernhard Billeter durch.
| I Hauptwerk C–f3 |       |
| Praestant        | 8′    |
| Spitzgambe       | 8′    |
| Oktav            | 4'    |
| Oktav            | 2′    |
| Mixtur           | 1 ⁄3′ |

| II Nebenwerk C–f3 |    |
| Gedackt           | 8′ |
| Rohrflöte         | 4′ |
| Gemshorn          | 2′ |
| Sesquialtera      |    |

| Pedal C–f1 |     |
| Subbass    | 16′ |
| Prinzipal  | 8′  |

- Koppeln: II/I, I/P, II/P